# Всесвітній день онкохворої дитини
Всесвітній день онкохворої дитини (англ. International Childhood Cancer Day, ICCD) відзначається 15 лютого.
У вересні 2001 року у Люксембурзі на черговій зустрічі Міжнародної конфедерації батьків, чиї діти хворі на онкологічні захворювання, було прийнято рішення про проведення Міжнародного дня дитини, хворої на рак. З 2003 року 15 лютого офіційно вважається Міжнародним днем дитини, що хвора на рак. Основна мета цього дня — покращити інформування суспільства про проблеми дитячих онкологічних хвороб.

В Україні ICCD відзначається з 2003 року.
У цей день проводиться ряд акцій, що призвані звернути увагу суспільства на проблеми онкохворих дітей, такі як фотовистави (наприклад, «Миті життя»), акція «Запали свічку» та інші.